# 双环戊二烯
双环戊二烯（简称DCPD），又称二聚环戊二烯，是环戊二烯经狄尔斯－阿尔德反应而生成的二聚体，有内型与外型两种异构体。

## 性质
无色晶体，有类似樟脑气味。溶于醇、醚和四氯化碳，不溶于水。因分子中含有多个不饱和的双键，因此化学性质非常活泼，易于进行各类加成和聚合反应，生成种类繁多的衍生物。

## 制备
由环戊二烯加热二聚而得到。通过蒸馏纯化。

## 用途
双环戊二烯是重要的有机合成、医药、农药、香料、涂料和树脂中间体，主要用途有：用于环戊烯、环戊酮、金刚烷、戊二醛、氨基甲酸酯、顺丁烯二酸酐、乙叉降冰片烯、双环戊二烯醇、降冰片烯二酸酐、双环戊二烯二胺、双环戊二烯氯化物、α-环戊二烯基扁桃酸甲酯的制取；用作乙烯-丙烯二元共聚物的第三组分；用于鱼油、桐油、大豆油、亚麻仁油等的改性；以及用于橡胶粘合剂、涂料、油墨、压敏粘接剂等。